# تشرنوو
تشرنوو (به چکی: Černov) یک منطقهٔ مسکونی در جمهوری چک است که در ناحیه پلهریموو واقع شده‌است. تشرنوو ۲٫۶ کیلومتر مربع مساحت و ۱۱۷ نفر جمعیت دارد و ۶۴۸ متر بالاتر از سطح دریا واقع شده‌است.